# Varkaus
Varkaus (przed 1929 Warkaus) – przemysłowe miasto oraz gmina w fińskim regionie Pohjois-Savo w dawnej prowincji Finlandia Wschodnia. Populacja 23 039 mieszkańców (30 lipca 2009). Zajmuje powierzchnię 524,55 km² z czego 138,45 km² stanowi woda. Zagęszczenie ludności 597 mieszkańców na km².
Przeważająca część mieszkańców posługuje się językiem fińskim jako językiem ojczystym.
Choć słowo „varkaus” oznacza „kradzież”, nazwa miasta pochodzi z jego starofińskiego znaczenia – „cieśniny” oraz odnosi się do położenia miasta, które znajduje się na Pojezierzu Fińskim w cieśninie pomiędzy dwiema częściami jeziora Saimaa. Przez miasto przechodzi kanał będący przedłużeniem kanału Saimiańskiego.
Wraz z pojawieniem się w mieście papierni pod koniec XIX wieku miasto urosło do rangi przemysłowego centrum.
Podczas wojny domowej, w roku 1918 miasto zostało początkowo przejęte przez fińskich komunistów jednak z powodu odizolowanej lokalizacji na rolniczych terenach Finlandii szybko przeszło w ręce „białych”, czego konsekwencją było stracenie co dziesiątego żołnierza przegranej armii.
1 stycznia 2005 roku do miasta dołączono wieś Kangaslampi.
Drużyna bandy Varkauden Pallo-35 lub po prostu WP-35 gra w pierwszej lidze i szesnastokrotnie zdobyła mistrzostwo Finlandii.

## Miasta partnerskie
- Lu’an, Chińska Republika Ludowa
- Nakskov, Dania
- Rjukan, Norwegia
- Sandviken, Szwecja
- Pietrozawodsk, Rosja
- Rüsselsheim am Main, Niemcy
- Pirna, Niemcy
- Zalaegerszeg, Węgry